# Zánik trestnosti
Zánik trestnosti je pojem z oblasti trestního práva. Nastává za zákonem stanovených okolnosti, které způsobí, že trestnost činu, který byl v době svého spáchání trestným činem zanikne, tedy že zanikne vztah mezi státem a pachatelem trestného činu, vůči kterému již nadále nemohou být vyvozeny důsledky spojené s jeho spácháním. K okolnostem způsobujícím zánik trestnosti se přihlíží z úřední povinnosti. Nastanou-li, je trestnost činu vyloučena. Okolnosti způsobující zánik trestnosti mohou nastat teprve poté, co byl trestný čin dokonán.
Okolnostmi způsobujícími zánik trestnosti uvedenými v trestním zákoníku (č. 40/2009 Sb.) jsou: 
- účinná lítost (§ 33, 197, 242 a 362 TrZ)
- promlčení trestní odpovědnosti (§ 34 a 35 TrZ)
- zánik trestnosti přípravy trestného činu (§ 20 odst. 3, 4 TrZ)
- zánik trestnosti pokusu trestného činu (§ 21 odst. 3, 4 TrZ)

Okolnostmi způsobujícími zánik trestnosti neuvedenými v trestním zákoníku jsou: 
- smrt pachatele trestného činu
- milost prezidenta republiky

Okolnost způsobující zánik trestnosti uvedená v zákonu o soudnictví ve věcech mládeže (č. 218/2003) je:
- účinná lítost (§ 7)
- promlčení trestního stíhání (§ 8)